# Micromonodes
Micromonodes is een geslacht van vlinders van de familie Uilen (Noctuidae), uit de onderfamilie Hadeninae.

## Soorten
- M. endotherma Dyar, 1918
- M. excellens Schaus, 1914
- M. guarama Schaus, 1904
- M. leucosticta Schaus, 1914
- M. marita Schaus, 1904
- M. semiluna Dognin, 1914